# Языки востока острова Эспириту-Санто
Языки востока острова Эспириту-Санто — сформированная ветвь северных и центральных вануатских языков.

## Состав
- Северные: сакао
- Южные: бутмас-тур (деревня Бутмас), лоредиакаркар, полономбаук, шарк-бей